# بيل مكاي (لاعب كرة قدم، 1906)
بيل مكاي (بالإنجليزية: Bill McKay)‏ (24 أغسطس 1906 في المملكة المتحدة - 1977 بمانشستر في المملكة المتحدة) هو لاعب كرة قدم بريطاني (وحمل سابقاً جنسية المملكة المتحدة لبريطانيا العظمى وأيرلندا) في مركز الوسط. لعب مع بورت فايل وبولتون واندررز ومانشستر يونايتد وهاميلتون أكاديميكال ونادي ستيرلينغشير الشرقية ونادي ستاليبريدج سيلتيك.